# Oleksandr Melaščenko
Oleksandr Petrovyč Melaščenko (in ucraino Олександр Петрович Мелащенко?; Poltava, 13 dicembre 1978) è un allenatore di calcio ed ex calciatore ucraino, di ruolo attaccante.